# تپه باغ بانو
تپه باغ بانو  مربوط به دوران پیش از تاریخ ایران باستان تا دوران‌های تاریخی پس از اسلام است و در شهرستان خرم‌آباد، بخش مرکزی، روستای گیلوران بالا واقع شده و این اثر در تاریخ ۱۲ بهمن ۱۳۸۱ با شمارهٔ ثبت ۷۱۱۹ به‌عنوان یکی از آثار ملی ایران به ثبت رسیده است.